# Õllesummer

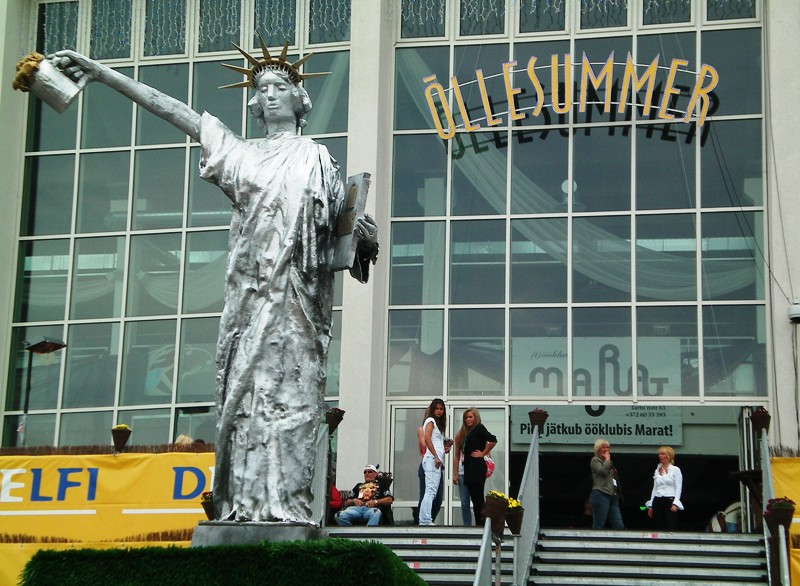
Estátua do Õllesummer (2009)

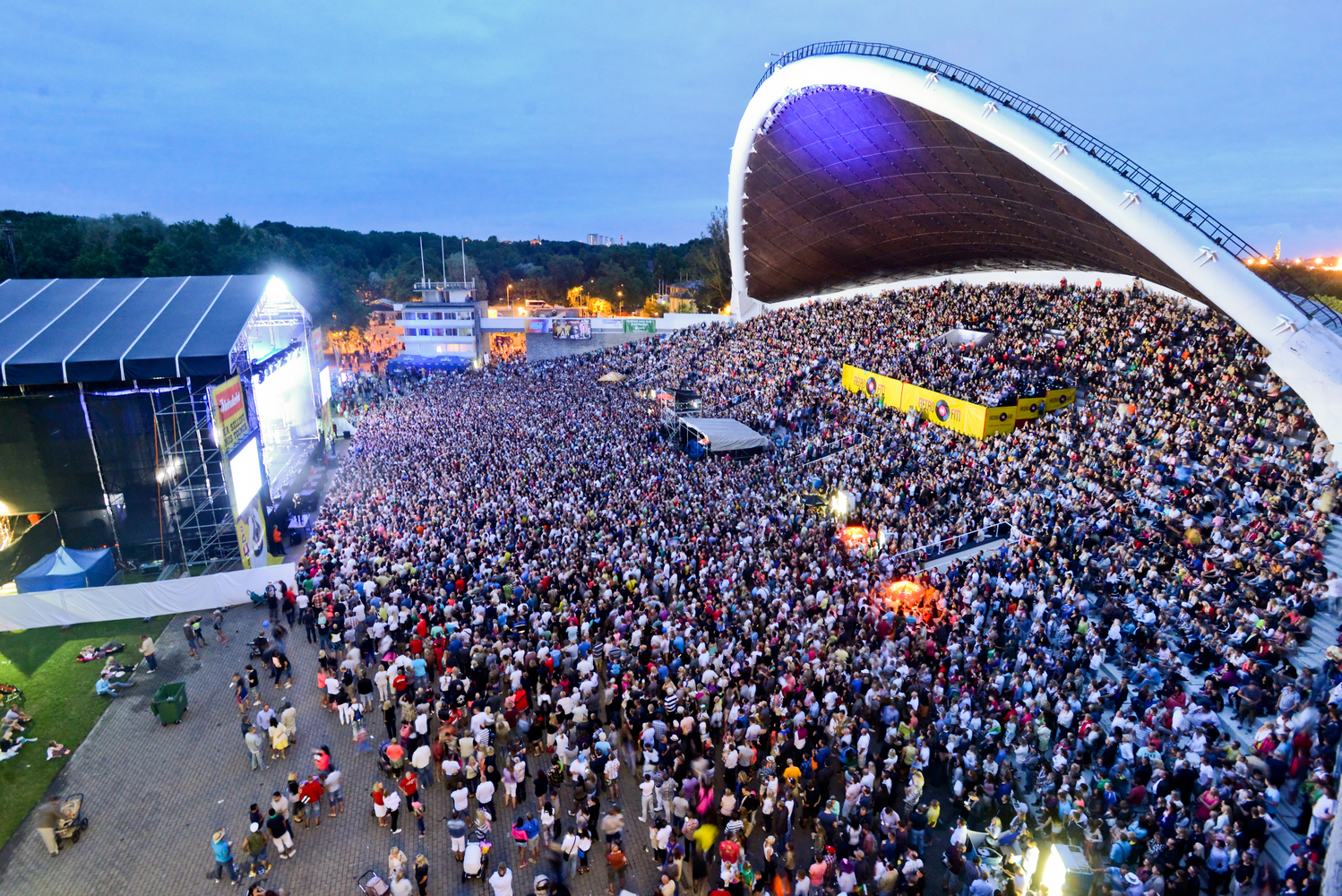
Õllesummer (2013)

Õllesummer foi um festival de cerveja que acontecia em Tallinn, na Estónia. Este festival foi o maior festival de cerveja dos países nórdicos. O último festival aconteceu em 2018.
O primeiro festival aconteceu em 1994 e, a partir de 1996, o local do festival era no Auditório do Festival da Canção de Tallinn.
Durante o festival barracas de cerveja e várias arenas foram montadas. A arena principal seria chamada de arena "Postimees", onde actuavam músicos da Estónia e estrangeiros.
Todos os anos cerca de 80.000 pessoas visitavam o festival.